# Wereldkampioenschappen zwemmen jeugd 2006
De Wereldkampioenschappen zwemmen jeugd 2006 werden gehouden van 22 tot en met 27 augustus 2006 in Rio de Janeiro, Brazilië. Het was de eerste editie van dit evenement, alle onderdelen die op het programma stonden staan ook op het programman van de Wereldkampioenschappen zwemmen. De wedstrijden vonden plaats in het Parque Aquático Júlio de Lamare. Om mee te mogen doen moesten de zwemmers en zwemsters geboren zijn op 1 januari 1989 of later.

## Podia

### Jongens
| Onderdeel          | Goud                                                                        | Goud        | Zilver                                                                      | Zilver   | Brons                                                                       | Brons    |
| ------------------ | --------------------------------------------------------------------------- | ----------- | --------------------------------------------------------------------------- | -------- | --------------------------------------------------------------------------- | -------- |
| Vrije slag         |                                                                             |             |                                                                             |          |                                                                             |          |
| 50 m               | Yoris Grandjean België                                                      | 22,74 CR    | Sergej Fesikov Rusland                                                      | 22,92    | Wesley Gilchrist Zuid-Afrika                                                | 23,19    |
| 100 m              | Yoris Grandjean België                                                      | 50,32 CR    | Sergej Fesikov Rusland                                                      | 50,84    | Michele Santucci Italië                                                     | 51,24    |
| 200 m              | Cesare Sciocchetti Italië                                                   | 1.51,97 =CR | Yoris Grandjean België                                                      | 1.52,20  | Scott Flowers Verenigde Staten                                              | 1.52,23  |
| 400 m              | Mateusz Matczak Polen                                                       | 3.54,99     | Cesare Sciocchetti Italië                                                   | 3.56,49  | Juan Luis Rodríguez Spanje                                                  | 3.56,68  |
| 800 m              | Maciej Hreniak Polen                                                        | 8.04,84 CR  | Juan Luis Rodríguez Spanje                                                  | 8.06,92  | Davide Sitti Italië                                                         | 8.09,67  |
| 1500 m             | Maciej Hreniak Polen                                                        | 15.28,42    | Juan Luis Rodríguez Spanje                                                  | 15.32,83 | Ian Rowe Verenigde Staten                                                   | 15.33,97 |
| Rugslag            |                                                                             |             |                                                                             |          |                                                                             |          |
| 50 m               | Leonardo Guedes Brazilië                                                    | 26,26 CR    | Damiano Lestingi Italië                                                     | 26,52    | Garth Tune Zuid-Afrika                                                      | 26,57    |
| 100 m              | Damiano Lestingi Italië                                                     | 55,74 CR    | Leonardo Guedes Brazilië                                                    | 56,43    | Matthew Thompson Verenigde Staten                                           | 57,42    |
| 200 m              | Cory Chitwood Verenigde Staten                                              | 2.00,68 CR  | Damiano Lestingi Italië                                                     | 2.00,84  | Scott Flowers Verenigde Staten                                              | 2.01,66  |
| Schoolslag         |                                                                             |             |                                                                             |          |                                                                             |          |
| 50 m               | Mattia Pesce Italië                                                         | 28,43 CR    | Caba Siladji Servië                                                         | 29,05    | Edgar Crespo Panama                                                         | 29,13    |
| 100 m              | Edoardo Giorgetti Italië                                                    | 1.02,31 CR  | Mattia Pesce Italië                                                         | 1.02,65  | Michael Ermolajev Rusland                                                   | 1.03,46  |
| 200 m              | Edoardo Giorgetti Italië                                                    | 2.15,44     | Luca Pizzini Italië                                                         | 2.15,56  | Giedrius Titenis Litouwen                                                   | 2.16,57  |
| Vlinderslag        |                                                                             |             |                                                                             |          |                                                                             |          |
| 50 m               | Yaumeni Lazuka Wit-Rusland                                                  | 24,56 CR    | Cândido Silva Junior Brazilië                                               | 24,91    | Kirill Tsjibisov Rusland                                                    | 24,94    |
| 100 m              | Ivan Lenđer Servië                                                          | 54,31 CR    | Daniel William Bego Maleisië                                                | 54,40    | Kirill Tsjibisov Rusland                                                    | 54,63    |
| 200 m              | Dinko Jukić Oostenrijk                                                      | 2.01,64 CR  | Daniel William Bego Maleisië                                                | 2.02,13  | Marco Camargo Ecuador                                                       | 2.04,41  |
| Wisselslag         |                                                                             |             |                                                                             |          |                                                                             |          |
| 200 m              | Scott Flowers Verenigde Staten                                              | 2.03,62 CR  | Xavier Mohammed Verenigd Koninkrijk                                         | 2.04,69  | Denys Dubrov Oekraïne                                                       | 2.04,70  |
| 400 m              | Scott Flowers Verenigde Staten                                              | 4.21,33 CR  | Mateusz Matczak Polen                                                       | 4.23,42  | Dinko Jukić Oostenrijk                                                      | 4.24,39  |
| Estafettes         |                                                                             |             |                                                                             |          |                                                                             |          |
| 4×100 m vrije slag | Italië Marco Pellizzon Damiano Lestingi Michele Santucci Cesare Sciocchetti | 3.26,84 CR  | Rusland Michail Politsjoek Dmitri Tsjetsjoelin Anton Antsjin Sergej Fesikov | 3.27,36  | Zuid-Afrika Graeme Moore Jay-Cee Thomson Garth Tune Wesley Gilchrist        | 3.29,52  |
| 4×200 m vrije slag | Italië Filippo Barbacini Manuel Vicenzi Damiano Lestingi Cesare Sciocchetti | 7.32,23 CR  | Brazilië Alan Silva João Lucca José Rezende Neto Marcelo Monteiro           | 7.37,36  | Zuid-Afrika Riaan Schoeman Jay-Cee Thomson Morne Boshoff Wesley Gilchrist   | 7.40,97  |
| 4×100 m wisselslag | Italië Damiano Lestingi Edoardo Giorgetti Marco Pellizzon Michele Santucci  | 3.44,22 CR  | Rusland Anton Antsjin Michael Ermolajev Kirill Tsjibisov Sergej Fesikov     | 3.44,28  | Brazilië Leonardo Guedes Mauricio Pereira Filho Frederico Castro Alan Silva | 3.50,23  |

### Meisjes
| Onderdeel          | Goud                                                                                      | Goud        | Zilver                                                                           | Zilver   | Brons                                                                           | Brons    |
| ------------------ | ----------------------------------------------------------------------------------------- | ----------- | -------------------------------------------------------------------------------- | -------- | ------------------------------------------------------------------------------- | -------- |
| Vrije slag         |                                                                                           |             |                                                                                  |          |                                                                                 |          |
| 50 m               | Daniela Schreiber Duitsland                                                               | 25,55 CR    | Ionela Cozma Roemenië                                                            | 25,61    | Camille Muffat Frankrijk                                                        | 25,71    |
| 100 m              | Daniela Schreiber Duitsland                                                               | 55,59 CR    | Ionela Cozma Roemenië                                                            | 55,96    | Camille Muffat Frankrijk                                                        | 56,47    |
| 200 m              | Ophélie-Cyrielle Etienne Frankrijk                                                        | 2.00,44 CR  | Tang Yi China                                                                    | 2.01,26  | Leah Ginarich Verenigde Staten                                                  | 2.02,04  |
| 400 m              | Mireia Belmonte Spanje                                                                    | 4.14,29 CR  | Jessica Rodriguez Verenigde Staten                                               | 4.14,45  | Leah Ginarich Verenigde Staten                                                  | 4.14,49  |
| 800 m              | Ionela Cozma Roemenië                                                                     | 8.38,91 CR  | Wendy Trott Zuid-Afrika                                                          | 8.40,69  | Anastasia Ivanenko Rusland                                                      | 8.40,81  |
| 1500 m             | Aurélie Muller Frankrijk                                                                  | 16.35,32 CR | Anastasia Ivanenko Rusland                                                       | 16.40,99 | Wendy Trott Zuid-Afrika                                                         | 16.41,36 |
| Rugslag            |                                                                                           |             |                                                                                  |          |                                                                                 |          |
| 50 m               | Zhou Yanxin China                                                                         | 29,49 CR    | Emily Thomas Nieuw-Zeeland                                                       | 29,58    | Christin Zenner Duitsland                                                       | 29,61    |
| 100 m              | Natalie Wiegersma Nieuw-Zeeland                                                           | 1.02,41 CR  | Anastasia Zoejeva Rusland                                                        | 1.02,83  | Zhou Yanxin China                                                               | 1.03,10  |
| 200 m              | Anastasia Zoejeva Rusland                                                                 | 2.15,27 CR  | Ophélie-Cyrielle Etienne Frankrijk                                               | 2.16,49  | Chen Wen China                                                                  | 2.17,01  |
| Schoolslag         |                                                                                           |             |                                                                                  |          |                                                                                 |          |
| 50 m               | Wang Qun CHN                                                                              | 32,21       | Vitalina Simonova RUS                                                            | 32,63    | Zhao Jin CHN                                                                    | 32,65    |
| 100 m              | Wang Qun China                                                                            | 1.09,21 CR  | Vitalina Simonova Rusland                                                        | 1.09,35  | Caitlin Leverenz Verenigde Staten                                               | 1.09,94  |
| 200 m              | Vitalina Simonova Rusland                                                                 | 2.26,58 CR  | Wang Qun China                                                                   | 2.28,41  | Caitlin Leverenz Verenigde Staten                                               | 2.28,57  |
| Vlinderslag        |                                                                                           |             |                                                                                  |          |                                                                                 |          |
| 50 m               | Ljoebov Korol Oekraïne                                                                    | 27,38       | Ilaria Bianchi Italië                                                            | 27,45    | Lena Celina Hiller Duitsland                                                    | 27,48    |
| 100 m              | Ilaria Bianchi Italië                                                                     | 59,57 CR    | Keri-Leigh Shaw Zuid-Afrika                                                      | 1.00,25  | Jemma Lowe Verenigd Koninkrijk                                                  | 1.00,31  |
| 200 m              | Cartnell Kalisz Verenigde Staten                                                          | 2.12,34     | Jemma Lowe Verenigd Koninkrijk                                                   | 2.13,52  | Nina Dittrich Oostenrijk                                                        | 2.13,92  |
| Wisselslag         |                                                                                           |             |                                                                                  |          |                                                                                 |          |
| 200 m              | Caitlin Leverenz Verenigde Staten                                                         | 2.14,45 CR  | Camille Muffat Frankrijk                                                         | 2.15,29  | Wang Qun China                                                                  | 2.18,13  |
| 400 m              | Mireia Belmonte Spanje                                                                    | 4.47,38 CR  | Anastasia Ivanenko Rusland                                                       | 4.50,27  | Bianca Meyer Zuid-Afrika                                                        | 4.51,86  |
| Estafettes         |                                                                                           |             |                                                                                  |          |                                                                                 |          |
| 4×100 m vrije slag | Frankrijk Ophélie-Cyrielle Etienne Justine Lignot Roxane Devillers Favreau Camille Muffat | 3.46,73 CR  | Duitsland Sophie-Luise Dietrich Lena Celina Hiller Jenny Lahl Daniela Schreiber  | 3.46,99  | Oekraïne Olga Danyljoek Ljoebov Korol Maria Yatsenko Darja Stepanjoek           | 3.49,42  |
| 4×200 m vrije slag | Frankrijk Roxane Devillers Favreau Nathalie Hedin Justine Lignot Ophélie-Cyrielle Etienne | 8.12,38 CR  | Rusland Anastasia Aksenova Olga Sjoelgina Victoria Maljoetina Anastasia Ivanenko | 8.16,62  | Duitsland Daniela Schreiber Lena Celina Hiller Antje Mahn Sophie-Luise Dietrich | 8.17,74  |
| 4×100 m wisselslag | Rusland Anastasia Zoejeva Vitalina Simonova Anastasia Aksenova Olga Sjoelgina             | 4.10,88 CR  | Zuid-Afrika Karin Prinsloo Yolana du Plesis Keri-Leigh Shaw Christy Lategan      | 4.11,39  | Verenigd Koninkrijk Georgia Davies Alexandra Warren Jemma Lowe Rachael George   | 4.13,15  |

## Medaillespiegel
| Plaats | Land                | Goud | Zilver | Brons | Totaal |
| 1      | Italië              | 9    | 6      | 2     | 17     |
| 2      | Verenigde Staten    | 5    | 1      | 8     | 14     |
| 3      | Frankrijk           | 4    | 2      | 3     | 9      |
| 4      | Rusland             | 3    | 10     | 4     | 17     |
| 5      | China               | 3    | 2      | 3     | 8      |
| 6      | Polen               | 3    | 1      | 0     | 4      |
| 7      | Spanje              | 2    | 2      | 1     | 5      |
| 8      | Duitsland           | 2    | 1      | 3     | 6      |
| 9      | België              | 2    | 1      | 0     | 3      |
| 10     | Brazilië            | 1    | 3      | 1     | 5      |
| 11     | Roemenië            | 1    | 2      | 0     | 3      |
| 12     | Servië              | 1    | 1      | 0     | 2      |
| 12     | Nieuw-Zeeland       | 1    | 1      | 0     | 2      |
| 14     | Oostenrijk          | 1    | 0      | 2     | 3      |
| 14     | Oekraïne            | 1    | 0      | 2     | 3      |
| 16     | Zuid-Afrika         | 0    | 3      | 6     | 9      |
| 17     | Verenigd Koninkrijk | 0    | 2      | 2     | 4      |
| 18     | Maleisië            | 0    | 2      | 0     | 2      |
| 19     | Ecuador             | 0    | 0      | 1     | 1      |
| 19     | Litouwen            | 0    | 0      | 1     | 1      |
| 19     | Panama              | 0    | 0      | 1     | 1      |
| Totaal | Totaal              | 40   | 40     | 40    | 120    |